# 绿亮集团
绿亮集团又稱上海绿亮集团，簡稱绿亮，是中華人民共和國上海市一家電動自行車和能源企業。

## 歷史
上海绿亮电动车有限公司成立於2000年，由方加亮創辦。其電動自行車以上海市场作为主渠道，在上海的份額在2005年以前一度達到20%。2021年，方加亮又創辦上海绿亮新能源科技有限公司，進軍光伏产业。